# Derrière le mensonge

Derrière le mensonge (The Deal) est un téléfilm espagnol réalisé par Bryan Goeres et diffusé en 2007.

## Synopsis
Laura, une américaine, vit en Espagne avec sa famille. Un terrible incendie entraine la mort de son mari et de sa fille. Alors qu'elle décide de retourner vivre aux États-Unis, Franck, un membre de l'ambassade américaine, lui révèle que l'incendie n'était pas un accident...

## Fiche technique
- Titre original : The Deal / El pacte
- Réalisateur : Bryan Goeres
- Scénario : Sam Hayes et Nick Angelo
- Photographie : Jacques Haitkin
- Musique : Sean Murray
- Durée : 89 minutes
- Pays : Espagne

## Distribution
- Penelope Ann Miller : Laura Martin
- Henry Thomas : Frank
- Andoni Gracia : Oscar
- Ismael East Carlo : Arias
- Dean Stockwell : l'agent Tremayne
- Abel Folk : l'inspecteur Navarro
- Lorena Bernal : Natalia
- Birgit Bofarull : Connie